# Parasciobia indica
Parasciobia indica är en insektsart som beskrevs av Lucien Chopard 1935. Parasciobia indica ingår i släktet Parasciobia och familjen syrsor. Inga underarter finns listade i Catalogue of Life.